# Торсиограф
Торсиограф (от фр. torsion — скручивание, кручение и греч. γραφο(графо)—пишу) – прибор для измерения и записи крутильных колебаний валов.

## Устройство
- Механический торсиограф состоит из маховика, установленного так, что он может вращаться на валу, колебания которого измеряются, и соединён с ним пружиной кручения. Относительные повороты маховика записываются остриём пружинного рычага на ленте, которая находится в лентопротяжном механизме.
- Оптический для измерений используется оптический датчик и специальная отражательная лента.
- Электрический